# 中村啓一
中村 啓一（なかむら けいいち、1923年（大正12年）8月30日 - 1987年（昭和62年）7月7日）は、日本の政治家。参議院議員（1期、自由民主党）。

## 経歴
北海道出身。1946年東北帝国大学法文学部法律学科卒。香川県財政課長、秋田県、北海道各総務部長、自治省選挙課長、同選挙部長、北海道副知事などを歴任する。1977年の第11回参議院議員通常選挙において北海道選挙区から自由民主党で立候補して当選した。鈴木善幸内閣北海道開発政務次官、自民党都市局次長などを務めた。1983年の参院選には出馬しなかった。1987年7月7日死去、63歳。死没日をもって勲二等瑞宝章追贈、正八位から従四位に叙される。